# صباغ طبيعي
الأصبغة الطبيعية هناك عدد كبير من النباتات التي يمكن استخدام مستخلصها في صباغة الصوف، والحرير، والقطن، والكتان, وهناك بعض الأنواع ذات مصدر حيواني. تستخدم أجزاء مختلفة من النبات، فقد تستخدم بمجملها، أو اللحاء، أو لب النبات، أو الأوراق، أو الجذور أو الثمار. ولأسباب تمس الثباتية اللونية أو التوفر الحيوي، فإن البعض فقط لاقى انتشاراً وتم قبوله كصباغ.

## بعض المصادر النباتية والحيوانية للحصول على الأصبغة
1. البكسين (بالإنجليزية: Cis-bixin)‏: مادة لونية من الكاروتينات الأكسجينية.[1] اللون بين الأحمر والأحمر المصفر.[2] يستخرج من من غلاف بذور فاكهة شجرة أناتو (Annato). يستخدم من أجل الطعام، والزيوت، والسمن الصناعي النباتي، وغلاف الجبنة، والشموع، والبرانق. تعطي الشجرة الواحدة 1-3 كيلو من البذور، و 100 كيلو بذور تعطي 120-160 صباغ بكسين صافي. الحصيلة السنوية لوسط وجنوب أمريكا يقارب 500 طن من البذور.[3]
2. حـمـض الكَرْمِنيك (صبغة الدودة القرمزية[4]) (بالإنجليزية: Carminic acid (cochineal))‏ تستخرج كما يدل اسمها من أنثى حشرة القرمز (اسمها العلمي: coccus cacti) وتستخدم لصباغة الصوف، والحرير والطعام ومواد التجميل. يمكن أن يعطي 1 كغ جاف من أنثى الحشرة (حوالي 140000 حشرة) يساوي تقريباً 50 غرام من الصباغ النقي. يمكن تربية الحشرات في مزارع خاصة بحيث يمكن جمع الحشرات ثلاث مرات بالسنة، بينما يمكن جمع الحشرات ست مرات في السنة بالنسبة للحشرات البرية.[3]
3. الكاروتين : يستخرج بشكل أساسي من الجزر، وزيت النخيل أحمر، وبذور اليقطين. يستخدم لصباغة الطعام والأغراض الصيدلانية. يعطي 1 طن من الجزر حوالي 67 غ من الكروتين الصافي.
4. كارثامين (بالإنجليزية: Carthamin)‏: ذو لون أحمر موجود بنسبة 0,2-0,3% في زهور العصفر (الاسم العلمي carthamus tinctorius). يستخدم لتلوين الطعام.
5. كوركومين(بالإنجليزية: Curcumin)‏: ينتج في درنات جذور الكركم، ذو أصول من شرق أسية. يمكن الحصول على 30-50 غ من الصباغ النقي باستخلاصه من 1 كغ من الجذر الجاف. يستعمل في صباغة الصوف، والقطن، والحرير باللو ن الأصفر والأحمر والأسود المائل إلى السمرة.
6. إيوكزانثين أو حمض إيوكزانتين (بالإنجليزية: Euxanthinic acid)‏ : يحصل عليه من بول الماشية التي تتغذى على أوراق شجرة المانجا. يمكن تحصيل 50 غ من الحيوان الواحد في اليوم. كان حمض الأوكسانتنيك في يوم من الأيام أغلى خضاب أصفر يطلبه الفنانون. وقد كان يصنع في الهند مما أعطاه اسم الاً صفر الهندي.
7. صبغ السماق أو التوت (بالإنجليزية: Fustine and fisetine)‏ : يحصل عليه من خشب أصفر الصبغ، يستخدم صبغه بعد طبخه مباشرة لئلا يفسد فيتغير لونه. ويستخدم معه مرسخ لوني، والمادة الصابغة فيه هي المورين (Morin) وماكلورين (Maclurin)ـ.[1] يعطي 1 كغ من غبار الخشب حوالي 40 غ من الصباغ.[3]
8. هيماتين (بالإنجليزية: Haematin)‏ : من خشب لب شجر البقم. ويستخرج من الأشجار ذات العمر 10-12 عام، حيث يوجد الشكل المُرجع (هيماتوكسيلين). يقطع الخشب ويترك ليجف لمدة سنة أو تتم الأكسدة إصطناعياً بالتخمير. كما أن الأكسدة السريعة ممكنة باستخدام النترنيت أو الكلورات أو الكرومات. استخدم هذا الصباغ بكثرة في الماضي في الصناعة النسيجية للحصول على لون أزرق وأسود ثابت على ألياف النايلون.
9. هيبريسين (بالإنجليزية: Hypericin)‏: يوجد بنسبة 1,2-1,5 غ/كغ في مسحوق زهرة (St John’s wort) المجففة والمطحونة. وبحسب المرسخ اللوني المستخدم فإنها تعطي لوناً أصفراً أو قرنفلياً أو أسوداً مزرقاً، وتعطي بدون مرسخات لوناً أرجوانياً محمراً على الصوف.
10. النيلة (بالإنجليزية: Indigo)‏: يمكن الحصول عليها من نبات نيله الأسْيَوي، أو من نبات الوسمة، ويصبغ الصوف، والقطن (وهو الصباغ الأساسي للجينز). يعطي 100 كغ من نبات نيلة الأسيوي حوالي 1,5-2 كغ من الصباغ الخام، مع نسبة صافية حوالي 20%. وتكون النسبة أقل منها في الوسمة.[3] وهي أقدم وأهم صبغة زرقاء كانت تستعمل في مصر والهند في الألف الثالث قبل الميلاد. يصبغ بها بطريقة صباغ الحلة.[5]
11. جَغلون (بالإنجليزية: Juglan)‏ : يوجد بنسبة حوالي 2 غ/كغ في قشر شجر الجوز النضر. يعطي لون أصفر ضارب إلى السمرة على الصوف، أو لون قرنفلي إذا استخدم الألمنيوم كمرسخ لوني. كما يستخدم لتلوين مواد التجميل كالدهون الواقي من الشمس.
12. حمض قرمـزي (بالإنجليزية: Kermesic acid)‏: وهو مشتق من الأنثراكينون، الذي يمكن الحصول عليه من دودة القرمز (الاسم العلمي: kermes ilicis or kermes vermilio). تحتوي حشرة القرمز الجافة على 1% من حمض القرمز. تعيش هذه الحشرات في البلوط، الموجود في أراضي الحوض المتوسط. حمض القرمز وحـمـض الكَرْمِنيك ينتجان في حشرة القرمز البولندية (Polish cochineal) التي تعيش على جذور أحد أنواع القرنفل. تجمع الحشرات قبل أن تصل الإناث إلى النضج، في آخر شهر حزيران قريبا من يوم يوحنا المعمدان، ولذلك يسمى الصباغ أحيانا بدم يوحنا المعمدان. جمع الحشرات يتضمن اجتثاث النبات من جذوره وجمع الدودة الأنثى، وتكون الحصيلة بحدود 10 حشرات لكل نبات.
13. الفوة الزهري: يمكن الحصول عليه من جذور نبات الفوة. تحتوي الجذور على 1,9% من الصباغ.
14. حمض اللك (بالإنجليزية: Laccaic acid)‏: يتألف من 4 مكونات على الأقل، ويكون بنسبة 0,5-0,75% في اللك الخام، وهو المادة الخام لصمغ اللك ذو اللون الأحمر، الذي يمكن الحصول عليه من حشرة اللك. يعطي الصوف لوناً أحمراً باستخدام الألمنيوم أو القصدير كمرسخ لوني.
15. لوسون (بالإنجليزية: Lawson or Lawsone)‏ : يحصل عليه من الحناء وهو مناسب لصباغة الصوف والحرير والشعر. تحتوي الأوراق الجافة على 1% حناء تقريباً. وهو ذو لون أحمر برتقالي.
16. أرجوان صور (بالإنجليزية: Tyrian purple)‏: يسمى أيضا الأرجوان الملكي أو الأرجوان الفينيقي وهو صباغ قرمزي كان يصنع في مدينة صور الفينيقية، ويستخرج من رخويات بحرية تسمى موركس، يستخدم لصباغة الصوف والحرير. 10000 رخوي يعطي حوالي 1,2 غ من الصباغ النقي. استخدم في صباغة الملابس المخصصة للإمبراطور أو أعضاء مجلس الشيوخ في الدولة الرومانية أو البيزنطية.
17. روتين (بالإنجليزية: Rutin)‏: موجود في أوراق وزهور وثمار عدة نباتات، مثل الحنطة السوداء والتوت الأصفر الصيني. نسبة روتين تتفاوت وقد تصل حتى 27%. يعطي روتين لوناً أصفراً ليمونياً للصوف والحرير بوجود الألمنيوم كمرسخ لوني. وقد استعمل في الصين لصباغة لباس الموظفين الكبار بلون اليوسفي.
18. الزعفران (بالإنجليزية: Saffron)‏: يستخرج من ميسم زهرة الزعفران ويستخدم كصباغ للحرير وللطعام. ونحتاج إلى 70000-80000 ميسم زهرة الزعفران للحصول عى 1 كغ من الزعفران، والذي يحتوي على 10 غ من الكروسين وحوالي 60 غ كروستين وهو الصباغ الفعلي.

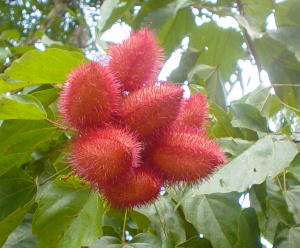
ثمار شجرة الأناتو، مصدر صباغ البكسين
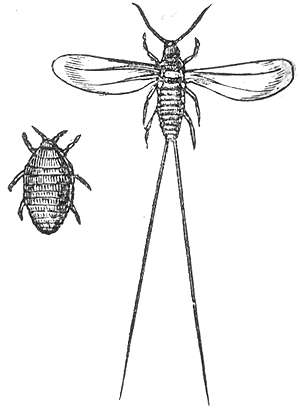
الدودة القرمزية
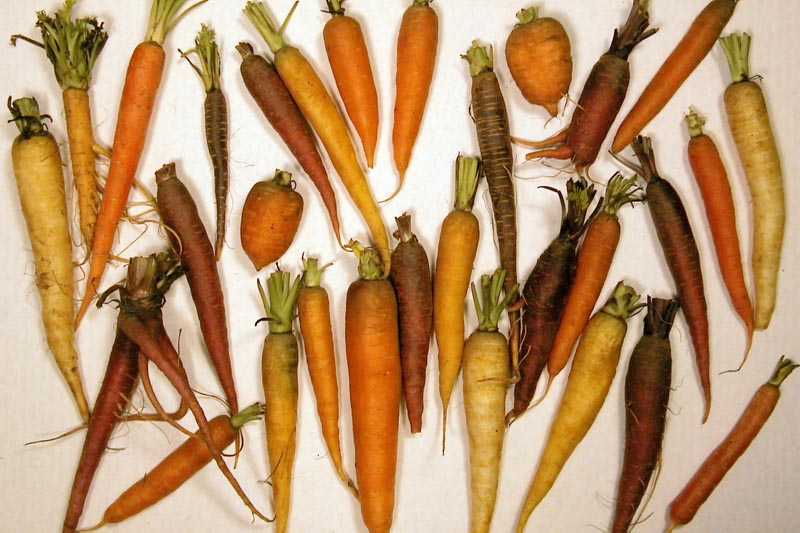
تنوع كبير لألوان الجزر
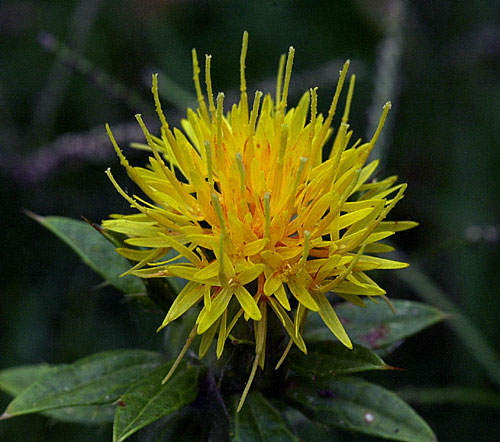
زهرة العصفر
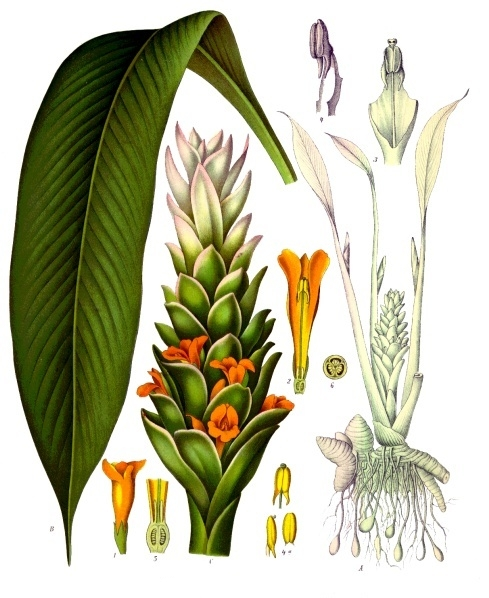
الكركم
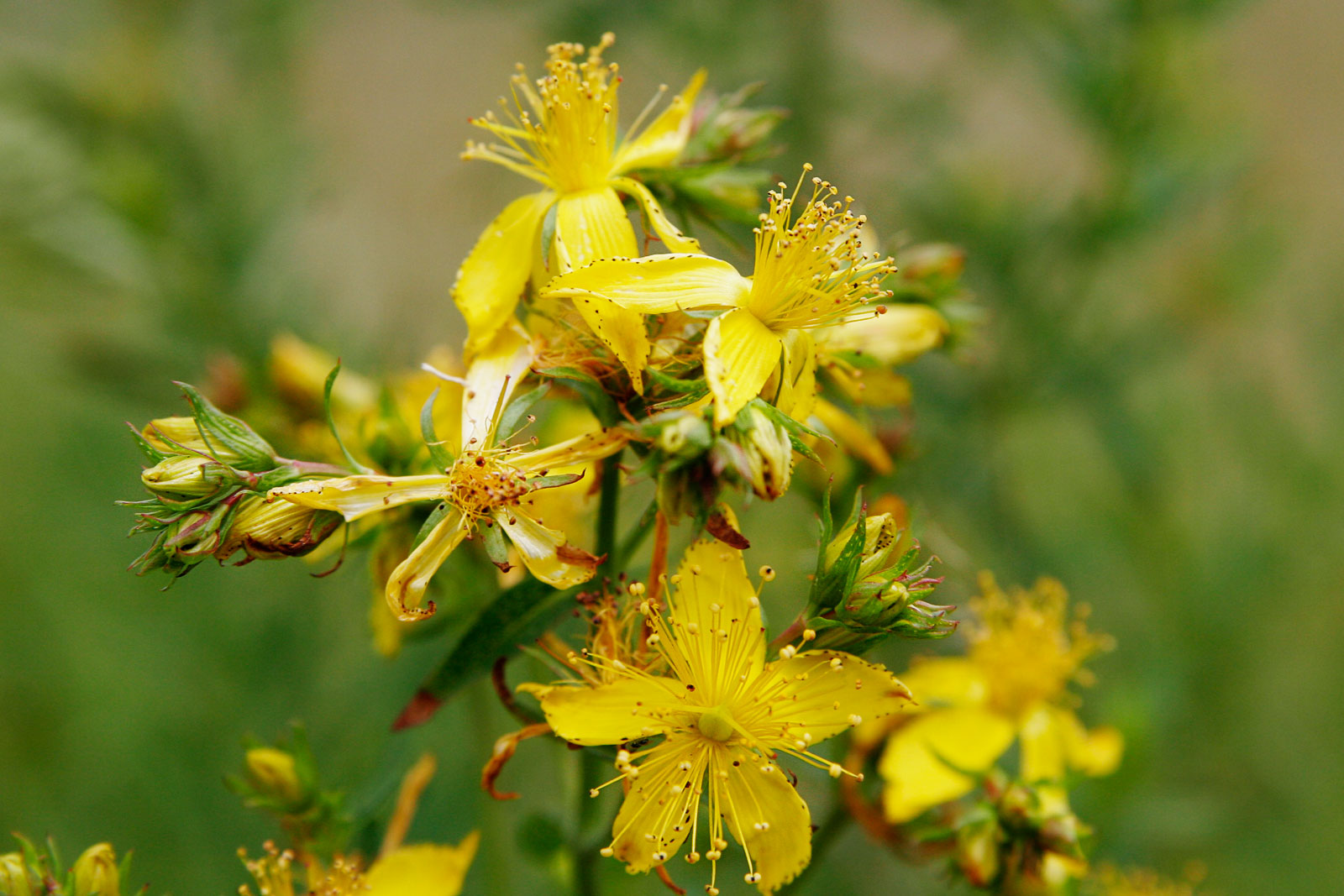
Saint johns wart flowers
نبات النيلة الأسيوي مصدر صباغ النيلة
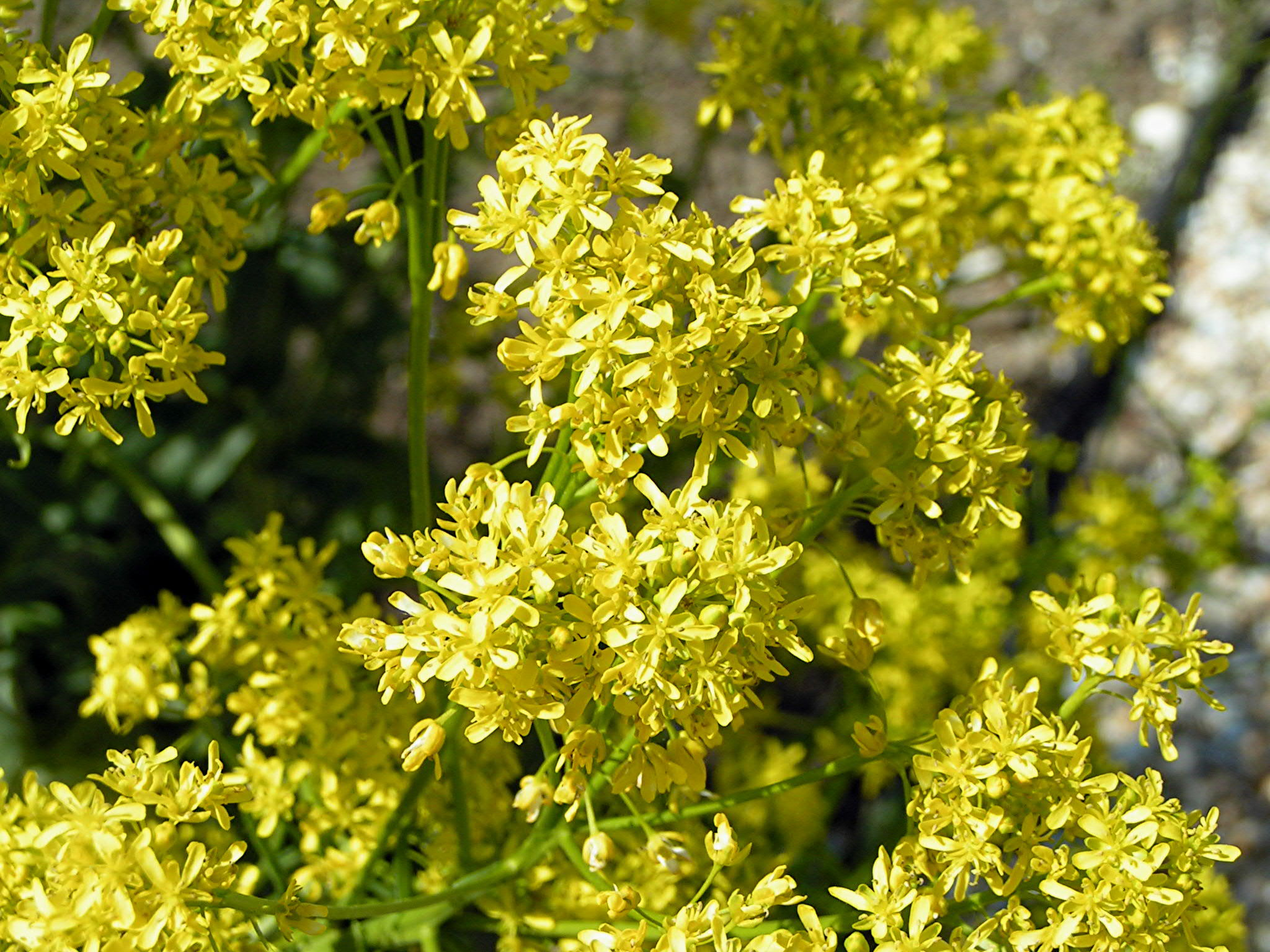
زهور نبات الوسمة
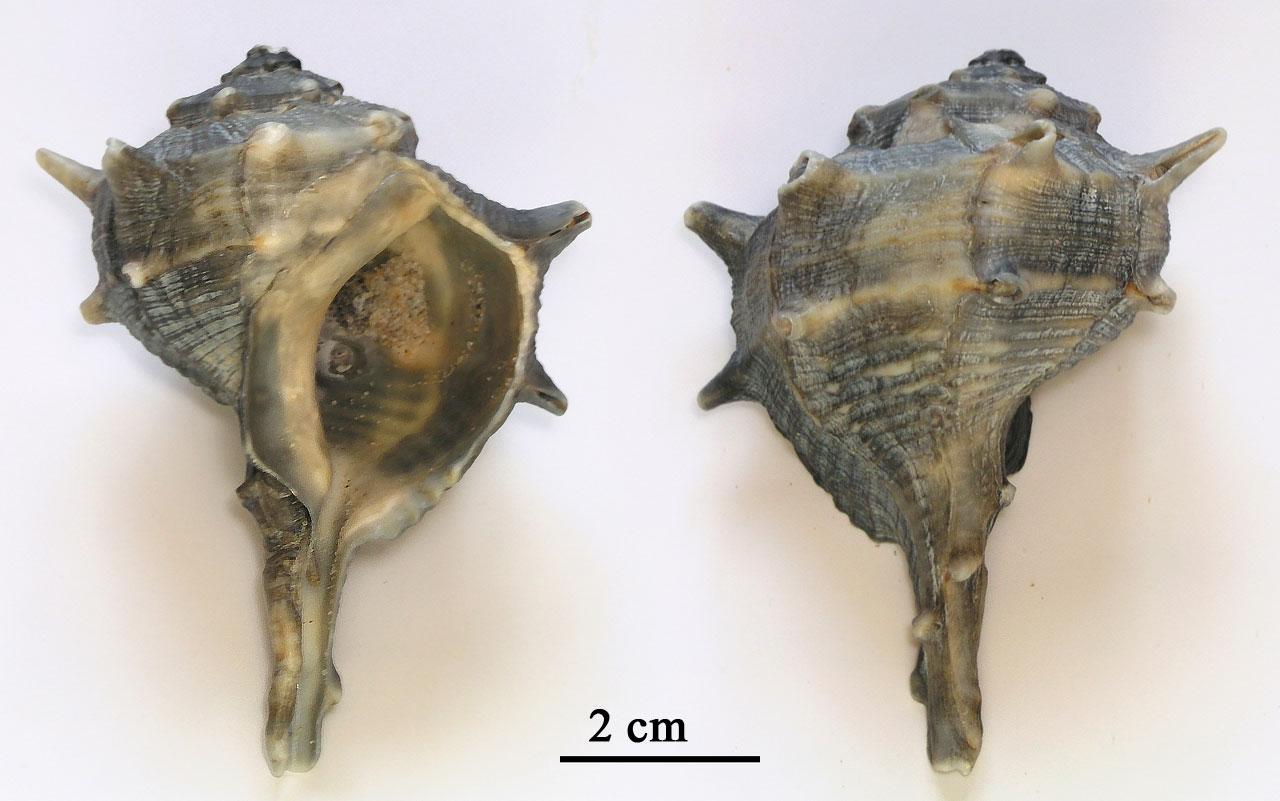
صدفة موركس مصدر صباغ أرجوان صور
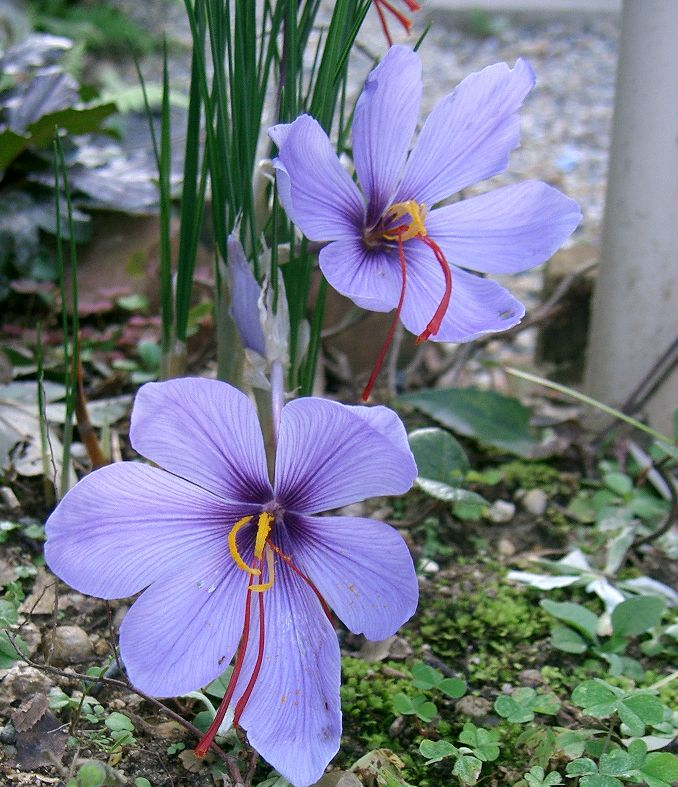
زهرة الزعفران
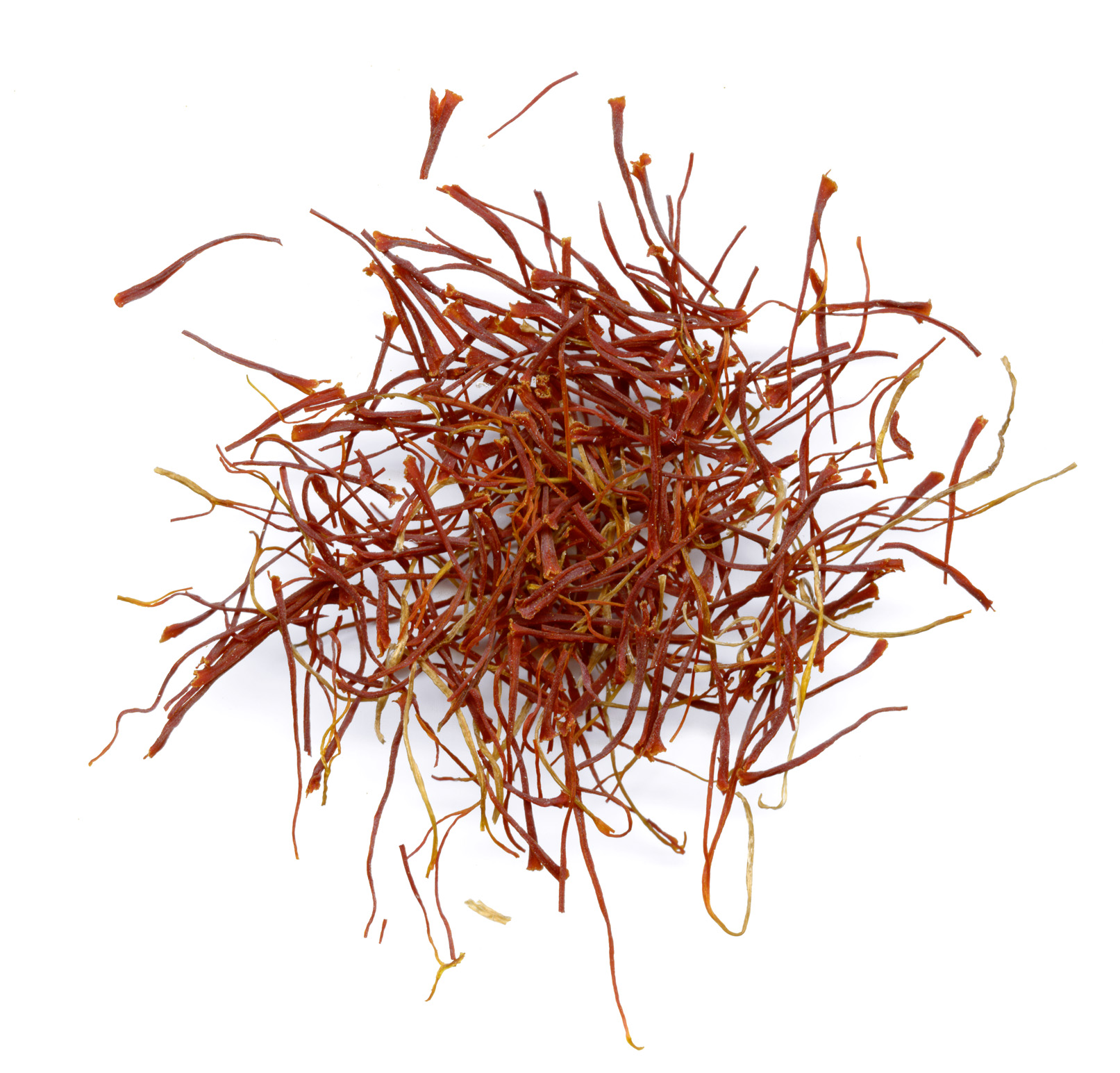
ميسم زهرة الزعفران إحدى التوابل الإيرانية الأساسية

## ثبت المراجع
1. 1 2  مجمع اللغة العربية في القاهرة [وصلة مكسورة] نسخة محفوظة 04 مايو 2015 على موقع واي باك مشين.
2. ↑  Le grand dictionnaire terminologique نسخة محفوظة 27 يونيو 2017 على موقع واي باك مشين.
3. 1 2 3 4  Rouette، Hans-Karl (2000). Encyclopedia Of Textile Finishing. New York: Springer. {{استشهاد بكتاب}}: الوسيط غير المعروف |الرقم المعياري= تم تجاهله يقترح استخدام |ردمك= (مساعدة)
4. ↑  معجم مصطلحات الصناعات النسيجية، م.عبد المنعم صبري، م.رضاء صالح شرف، دار الأهرام للنشر، القاهرة
5. ↑  "(مجمع اللغة العربية(القاهرة". مؤرشف من الأصل في 4 مايو 2015. اطلع عليه بتاريخ أغسطس 2020. {{استشهاد ويب}}: تحقق من التاريخ في: |تاريخ الوصول= (مساعدة)